# Корсиканский вьюрок
Корсиканский вьюрок (лат. Carduelis corsicana) — вид птиц из семейства вьюрковых (Fringillidae), обитающий на островах Корсика, Сардиния, Горгона, Капрайя, Эльба. Маленькие желтоватые птицы с длинным раздвоенным хвостом. Самцы — с ярко-жёлтой маской вокруг глаз и на лбу, сероватым оперением головы и спины в верхней части и коричневым в нижней; самки — с более тусклой раскраской.
Корсиканский вьюрок был впервые описан немецким натуралистом Александром Фердинандом Кёнигом в 1899 году. В настоящее время учёные относят вид к щеглам (Carduelis), ранее птиц относили к канареечным вьюркам (Serinus). Из-за близкого родства учёные объединяют лимонного вьюрка (Carduelis citrinella), обитающего в горах Европы, и корсиканского в надвид. До недавнего времени их считали конспецифическими видами.

## Описание
Маленькая желтоватая птица массой 11—12 г с телом длиной до 11 см и длинным раздвоенным (вильчатым) хвостом. У самцов лоб и область вокруг глаз окрашены в ярко-жёлтый цвет, брови черноватые, голова сзади, шея и кроющие перья ушей окрашены в пепельно-серый или светлый голубовато-серый цвет, а кончики последних — в оливковый. Оперение спины у самцов корсиканского вьюрка тёплого коричневого цвета с большим количеством тёмно-коричневых прожилок, бока и надхвостье тускло-жёлтые. Самые длинные кроющие перья хвоста бледно-серые по краям и более тёмные по центру, при этом сам хвост черноватый, с белыми кончиками перьев. Кроющие перья крыльев окрашены в различные цвета: короткие и средние перья — яркие желтовато-зелёные, длинные перья — чёрные, с широкой жёлтой полосой на конце. Окраска крылышка, первостепенных кроющих перьев и маховых перьев чёрная, с жёлтой или жёлто-зелёной каймой (у маховых перьев в этот цвет окрашены и кончики перьев). Яркая часть третьестепенных маховых перьев шире, чем у других маховых перьев. Подбородок и горло самцов желтовато-зелёные, грудь и живот — желтоватые с зелёным отливом, подхвостье — белое с жёлтым отливом. Радужка глаза тёмно-коричневая. Клюв также тёмно-коричневый, при этом основание подклювья светлее. Лапы светло-коричневые.
Самки напоминают самцов, но обычно имеют более тусклое или более тёмное оперение. Голова, стороны шеи, грудь и оперение по бокам коричневато-серые, только подбородок, области над бровями и вокруг глаз жёлтые. Оперение сверху имеет более тёмные прожилки, а оперение по бокам, надхвостье и внешние перья хвоста окрашены в тусклый зеленовато-жёлтый цвет. Крылья самок — такие же, как у самцов, только кайма на третьестепенных маховых перьев светлее. Горло в верхней части имеет зелёный оттенок, который меняется на светло-серый по сторонам и ближе к груди. Оперение по бокам под крыльями тусклее или зеленее, с жёлтым отливом.
У молодых птиц область вокруг глаз окрашена в светлый серо-коричневый цвет, иногда можно проследить светлую линию вокруг глаз. Лоб и стороны шеи светло-коричневые, оперение в верхней части имеет более тёплые коричневые тона с тёмными прожилками. Оперение по бокам и надхвостье светло-коричневые, хвост тускло-жёлтый со светлыми кончиками у внешних перьев. Крылья молодых птиц тёмно-коричневые, кончики средних и длинных кроющих перьев крыла окрашены в различные цвета от светло-кремового до ржаво-коричневого, маховые перья имеют светло-коричневые кайму и кончики, которые заметно шире у третьестепенных маховых перьев. Подбородок и горло коричневато-серые, грудь и верх живота светло-коричневые с тёмными прожилками. В остальном оперение снизу светлое с жёлтым оттенком и коричневатыми прожилками по бокам, подхвоостье светлое. Клюв тёмный.
После первой зимовки у птиц сохраняется ювенильное оперение кроющих перьев крыла и маховых перьев. Самцы более коричневые с частыми прожилками на спине. Кончики кроющих перьев крыла, маховых перьев и перьев хвоста у них острые, в отличие от закруглённых кончиков у взрослых птиц. Подбородок и верхняя часть горла зелёная или сероватая, оперение снизу зеленовато-жёлтое, на животе белые пятна. У самок второго года оперение сверху коричневато-оливковое, снизу — светло-жёлтое, прожилки по сторонам горла и груди пепельно-серые или коричнево-серые.

### Отличия от лимонного вьюрка
Ближайшим родственником корсиканского является лимонный вьюрок (Carduelis citrinella), обитающий на европейском континенте высоко в горах. Лимонный вьюрок больше: средняя масса самца в восточных Пиренеях составляет 12,5 г, в то время как масса корсиканского вьюрка  — 11,5 г. В отличие от корсиканского, у лимонного вьюрка более длинные и заострённые крылья, а также более длинный и сильнее раздвоенный хвост. Клюв лимонного вьюрка заметно больше по многим показателям: он шире, выше и длиннее, чем у корсиканского вьюрка. Вместе с тем, щетинки вокруг клюва схожи у представителей обоих видов. Лапы лимонного вьюрка длиннее и сильнее, средний палец и когти также более длинные. Длина внутреннего пальца почти не отличается у этих двух видов, что, впрочем, может быть связано с ошибками измерения. Также у птиц схожее отношение между длиной крыла и длиной предплюсны.
Учёные предположили, что морфологические различия корсиканского и лимонного вьюрков связаны в первую очередь с различной средой обитания птиц, а не с ареалом. Корсиканские вьюрки обитают в тёплом климате на островах Средиземного моря, при этом часть ареала лимонного вьюрка расположена в той же климатической зоне. Carduelis citrinella предпочитают открытые хвойные, чаще сосновые, леса высоко в горах, в то время как Carduelis corsicana обитают на открытых вересковых пустошах. В поисках пищи лимонные вьюрки, скорее всего, совершают дальние перелёты, о чём свидетельствуют их длинные острые крылья и длинный хвост, в то время как более оседлые корсиканские вьюрки приобрели округлые крылья и более короткий хвост. Лимонные вьюрки предпочитают сосновые деревья с более толстыми ветками, в пользу чего говорят более сильные лапы, в этом нет необходимости у корсиканских, которые адаптировались к вересковым полям. Разница в форме и размере клюва связана с особенностями питания птиц: лимонные вьюрки предпочитают крупные семена сосны, а корсиканские — мелкие семена кустарников и трав.

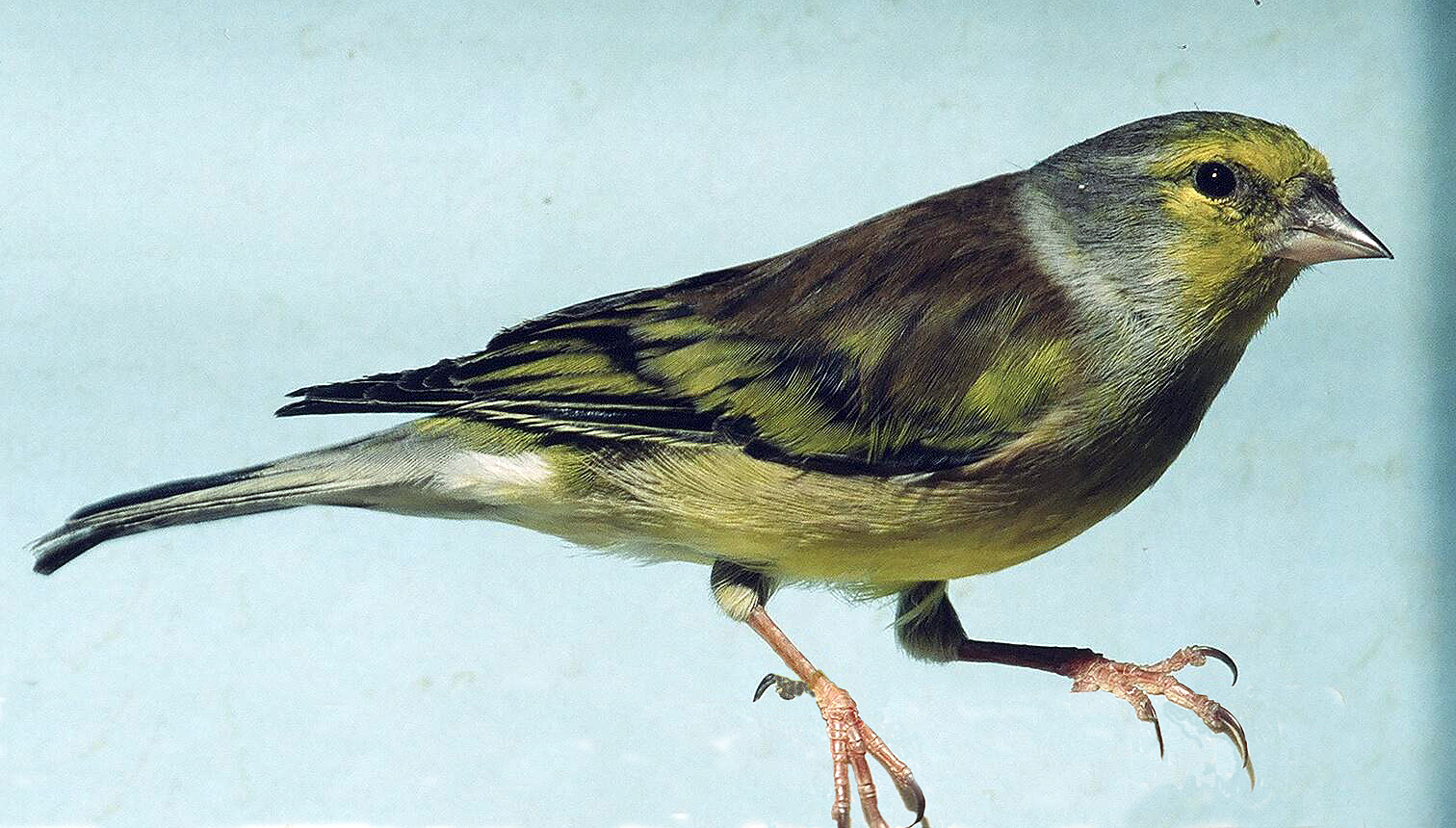
Carduelis corsicana
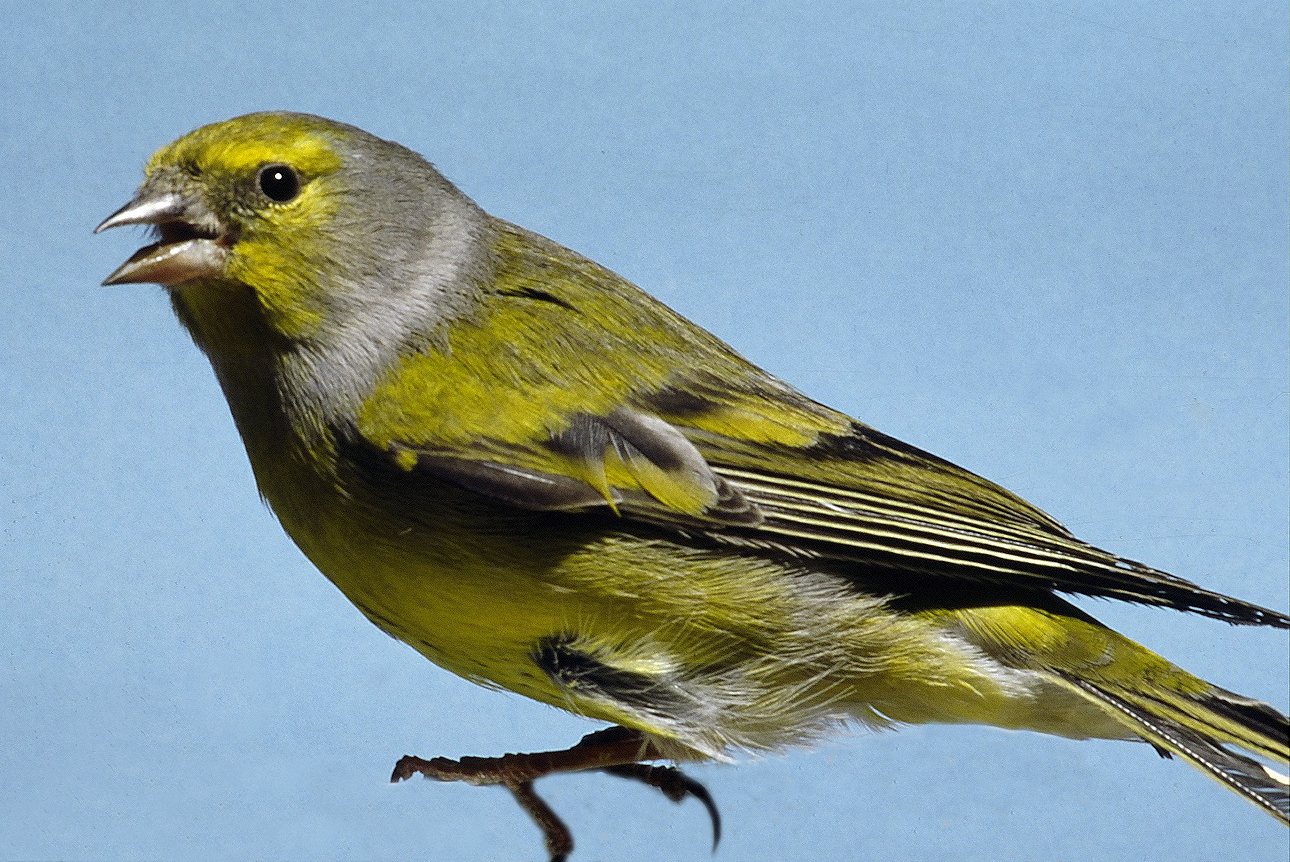
Carduelis citrinella

### Вокализация
Корсиканские вьюрки поют весь сезон размножения, начиная с конца февраля. Громкая, хорошо сегментированная песня имеет значительно более медленный темп по сравнению с песней лимонного вьюрка. Песенные фразы перемежаются случайными нисходящими трелями и хрипами, а иногда — высокими нотами. Позывки, как правило, включают более длинные и низкие сигналы по сравнению с позывками лимонного вьюрка, в частности серии «de» или «yu», а также металлические звуки, напоминающие чижа (Spinus spinus).

## Распространение
Корсиканский вьюрок обитает на островах Корсика, Сардиния, Горгона, Капрайя, Эльба на территории Франции и Италии. Площадь ареала составляет 50 400 км². Птицы предпочитают различные ландшафты от равнин до гор, покрытых сухим кустарником или открытыми хвойными лесами с преобладанием сосны чёрной (Pinus nigra) и сосны приморской (Pinus pinaster), а также открытые вересковые пустоши с эрикой (Erica sp.), дроком (Genista sp.), рубусом (Rubus sp.); кроме того, встречается в ольховниках (Alnus sp.) и зарослях можжевельника (Juniperus sp.). В основном птицы гнездятся в районах с высотой над уровнем моря не ниже 800 м. В другое время года птицы могут опускаться на более низкие высоты, вплоть до побережья, где большие стаи птиц можно встретить в мае. Сверху ареал ограничен высотой 1650 м.
Международный союз охраны природы относит корсиканского вьюрка к видам, вызывающим наименьшие опасения. Птицы широко распространены на всём ареале. Численность на Корсике оценивается в 10 тысяч пар, общая численность по данным BirdLife International (2015) составляет 18 000—20 500 пар (36000—41000 взрослых особей).

## Питание
Основу рациона корсиканского вьюрка составляют семена европейской чёрной сосны и трав, в основном мятлика (Poa), трясунки (Briza) и одуванчика (Taraxacum). На Корсике рацион также включает пастушью сумку (Capsella), звездчатку (Stellaria), ясколку (Cerastium), маргаритку (Bellis), щавель (Rumex), люцерну хмелевидную (Medicago lupulina), клевер (Trifolium), колючник (Carlina), эрику, Hyoseris, горца (Polygonum), розмарин (Rosmarinus) и крупку (Draba). На Сардинии в пищу попадают также личинки некоторых насекомых.
Птицы собираются в пары или небольшие группы на деревьях, кустарниках или на земле. Могут питаться на расстоянии до 2 км от гнезда. За пределами сезона размножения формируют стаи до 200 особей, часто вместе с чижами.

## Размножение
Сезон размножения корсиканского вьюрка продолжается с середины марта по июнь, возможно, дольше. За это время птицы успевают вырастить два выводка. Плотность птиц на Корсике во время сезона размножения составляет от 3,6 до 53 пар на квадратный километр, при этом самая большая плотность была зафиксирована на покрытых кустарником равнинах и составляла 5,3 пары на 10 га.
Птицы строят гнёзда на высоте до 3 м над землёй на небольших кустарниках дрока (Genísta), рубуса (Rubus), на дубе каменном (Quercus ilex) или можжевельнике (Juniperus), и только иногда — выше на деревьях. Гнёзда представителей этого вида расположены заметно ниже, чем у лимонного вьюрка. Гнездо представляет собой рыхлую мелкую чашку из тонких травинок, растительных волокон, пуха, мха, шерсти и перьев.
Кладка состоит из 2—5 яиц голубого цвета с черноватыми или ржаво-коричневыми пятнышками; средний размер кладки меньше, чем у лимонного вьюрка. Информация о продолжительности инкубационного периода и периода ухаживания за птенцами отсутствует. Анализ 19 гнёзд на Корсике, Сардинии и Капрайе показал, что успех кладки составляет 40,9 %.

## Систематика
Корсиканский вьюрок был впервые описан Александром Фердинандом Кёнигом (1858—1940) в 1899 году, который дал ему название Citrinella corsicana. В 1959 году американский орнитолог Чарлз Вори (1906—1975) разместил лимонных вьюрков (Carduelis citrinella), к которым в то время относили Carduelis corsicana, среди канареечных вьюрков (Serinus), за ним до сих пор (2018) продолжают следовать некоторые авторы, однако исследования 1998 и 1999 годов классифицируют их как щеглов (Carduelis).
Роды Carduelis и Serinus близки между собой, филогенетические деревья этих таксонов сильно перемешаны. Ряд учёных выделяют западных палеарктических вьюрков — канареечного вьюрка (Serinus serinus), канарского канареечного вьюрка (Serinus canaria), сирийского канареечного вьюрка (Serinus syriacus) и королькового вьюрка (Serinus pusillus), два африканских вида — шафранношапочного канареечного вьюрка (Serinus canicollis), черноголового канареечного вьюрка (Serinus alario), а также лимонного вьюрка, в кладу. В то же время другие учёные на основе молекулярного анализа считают, что черноголовый щегол (Carduelis carduelis) и лимонный вьюрок (Carduelis citrinella) образуют отдельную группу. Возможно, европейские и азиатские подвиды Carduelis carduelis, а также Carduelis citrinella, произошли от общего предка около 6 млн лет назад. Расцветка и форма клюва этих видов отличается от щеглов, однако вокализация и особенности полёта являются характерными для представителей этой группы.
До недавнего времени учёные считали вид конспецифичным с лимонным вьюрком. Анализ митохондриальной ДНК, морфологии, мест обитания и вокализации позволил выделить его в отдельный вид. Птицы связаны близким родством и учёные группируют их в надвид Carduelis (citrinella).